# انتخابات ریاست‌جمهوری ایران

نشان ریاست‌جمهوری ایران

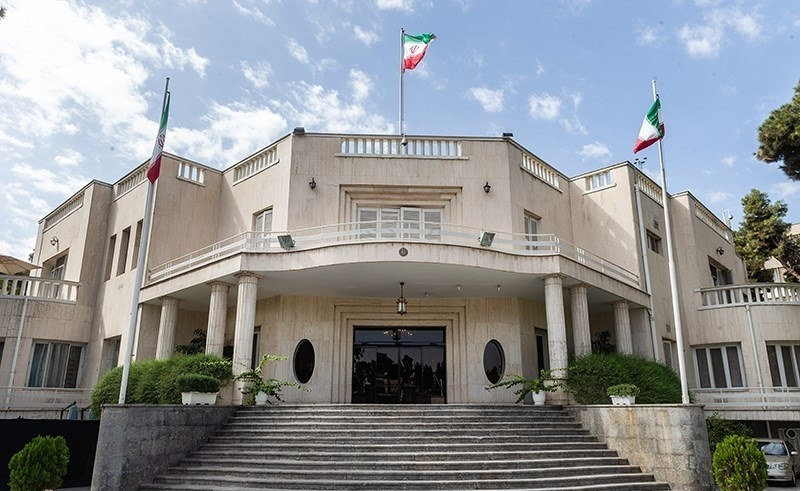
ساختمان پاستور، دفتر رئیس‌جمهور ایران

انتخابات ریاست‌جمهوری ایران، انتخاباتی است که در ایران هر ۴ سال برای تعیین رئیس‌جمهور ایران با آرای مستقیم صورت می‌پذیرد. حاصل این انتخابات برگزیدگی ۹ نفر به عنوان رئیس‌جمهور در ایران بوده است. پس از پیروزی انقلاب ۱۳۵۷ ایران، در قانون اساسی جمهوری اسلامی ایران مصوب سال ۱۳۵۸ جایگاه رئیس‌جمهور تعریف شده است. با حذف پست نخست‌وزیری در اصلاحیه قانون اساسی مصوب سال ۱۳۶۸، جایگاه، اختیارات و وظایف ریاست‌جمهوری در ایران دچار تحول اساسی شد. هر رئیس‌جمهور می‌تواند با رأی مردم یک دوره ۴ ساله دیگر نیز در مقام خود باقی بماند. نخستین رئیس‌جمهور منتخب سید ابوالحسن بنی‌صدر بود که پیش از پایان دوره ریاست جمهوری از قدرت خلع گردید و آخرین آن ها مسعود پزشکیان بوده که در این مَسند فعالیت می کند. محمدعلی رجایی و سید ابراهیم رئیسی در دوران ریاست جمهوری شان به ترتیب با ترور و سانحه هوایی کشته شدند و این باعث تشکیل انتخابات ریاست جمهوری زود هنگام شد. تاکنون دو انتخابات یکی در سال ۱۳۸۴ و دیگری در سال ۱۴۰۳ به مرحله دوم کشیده شده است. همه رئیس‌جمهورهایی که چهار سال کامل در دور اول، رئیس‌جمهور بوده‌اند برای دور بعد و در چهار ساله دوم ثبت نام کرده و در انتخابات پیروز شده‌اند و دوره ریاست جمهوری شان در کل ۸ ساله بوده است.

## احراز صلاحیت
در ایران احراز صلاحیت کاندیداهای انتخاباتی و نظارت بر انتخابات بر عهده شورای نگهبان است.

## برنده
مطابق اصل ۱۱۷ قانون اساسی، برنده شدن یک کاندیدا در مرحله اول انتخابات ریاست‌جمهوری ایران نیازمند کسب «اکثریت مطلق» آرای «شرکت‌کنندگان» در انتخابات است؛ یعنی برای برنده شدن در مرحله اول انتخابات، یک کاندیدا باید بیش از ۵۰ درصد آرای کسانی که در انتخابات مشارکت می‌کنند را به دست آورد.

## آرای باطل و غیرقابل شمارش

### آرای باطل
در ماده ۲۵ قانون انتخابات ریاست‌جمهوری ایران، «آرای سفید»، «آرای غیرقابل خواندن» و «آرایی که از طریق خرید و فروش به دست آمده باشد»، به عنوان «رای باطل» محسوب شده‌اند. این آرا به تعداد رأی هیچ‌یک از کاندیداها اضافه نمی‌شوند، اما به تعداد «شرکت کنندگان در انتخابات» افزوده می‌شوند.
خرید و فروش رأی جرم محسوب شده و در صورت اثبات از مجموع آرای کاندیداها حذف می‌شوند. اما بر اساس ماده ۲۵، از مجموع کل آرای به‌دست آمده، کم نخواهد شد.
در ماده ۲۶ قانون انتخابات به موارد دیگری می‌پردازد که توضیح دربارهٔ آرایی می‌پردازد که اساساً قابل شمارش نبوده و تعداد آن‌ها در شمار آرای «باطل» هم لحاظ نشود. آرای «صندوق فاقد لاک و مهر انتخاباتی»، «بیش از تعداد تعرفه» و «تکراری» (شخص بیش از یک بار رأی داده) از این جمله هستند.

### آرای غیرقابل شمارش

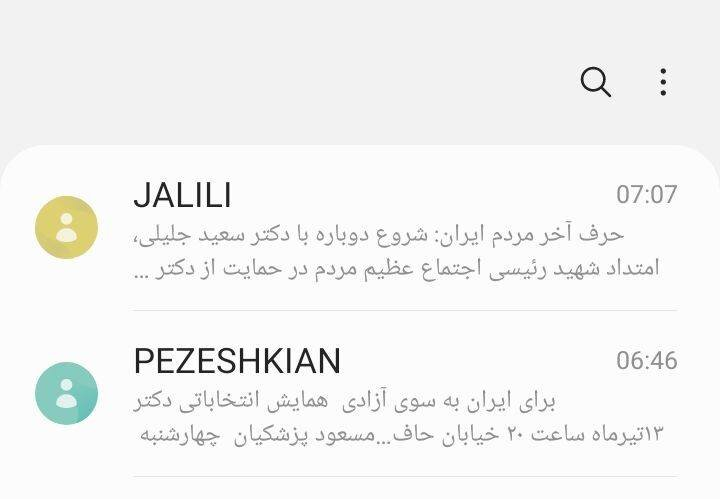
پیامک‌های تبلیغاتی مسعود پزشکیان و سعید جلیلی در انتخابات ریاست جمهوری ایران در سال ۱۴۰۳

همچنین، آرای «کسانی که به سن قانونی رأی دادن نرسیده باشند»، «با شناسنامه افراد فوت شده یا غیر ایرانی داده شده باشند»، «با شناسنامه غیر یا جعلی اخذ شده باشند»، «با شناسنامه کسانی که حضور ندارند اخذ شده باشند»، «از طریق تهدید به دست آمده باشند»، «روی ورقه غیر از برگ رأی نوشته شده باشند» یا «با تقلب و تزویر (در تعرفه‌ها، آرای، صورت جلسات یا شمارش) به دست آمده باشد» غیرقابل شمارش هستند و حتی در شمار آرای باطل نیز به حساب نخواهند آمد.

### ابهامات
ماده ۲۶ قانون انتخابات ریاست‌جمهوری، «آرایی که از طریق خرید و فروش به دست آمده باشند» را غیرقابل شمارش ندانسته و ماده ۲۵ چنین آرایی را همچون سایر آرای «باطل» قابل شمارش فرض کرده است.
همچنین در دو ماده ۲۵ و ۲۶ قانون انتخابات ریاست‌جمهوری، تکلیف آرایی که حاوی اسامی افرادی غیر از نامزدهای تأیید شده باشند، به صراحت مشخص نشده است.
توجه شود که در «قانون انتخابات شوراها» (ماده ۱۹) این دسته از آرا صراحتاً جزو آرای باطل محسوب شده‌اند، اما در قانون انتخابات ریاست‌جمهوری، این تصریح صورت نگرفته است. هر چند با توجه به روح حاکم بر قانون انتخابات که در آن آرای «سفید» و «غیرقابل خواندن» جزو آرای «باطل» محسوب شده، می‌توان چنین برداشت کرد که آرای داده شده به افرادی غیر از نامزدهای رسمی انتخابات، در شمار آرای باطل شمرده می‌شوند.

### عدم تفکیک
در هنگام اعلام نتیجه انتخابات ریاست‌جمهوری، تعداد کل آرای باطل و غیرقابل شمارش به تفکیک اعلام نمی‌شوند و تنها تعداد رأی‌های «باطل» اعلام می‌شود؛ بنابراین می‌توان دریافت که در هنگام اعلام نتایج هر حوزه، تنها تعداد آرایی که قابل شمارش تشخیص داده می‌شوند (صحیح یا باطل) اعلام شده و موارد مشمول ماده ۲۶ قانون انتخابات، اساساً به عنوان رأی به رسمیت شناخته نمی‌شوند.

## دوره‌های برگزاری
تا کنون چهارده دوره از این انتخابات برگزار شده است؛ انتخابات دوره نخست در ۵ بهمن ۱۳۵۸ و انتخابات دوره چهاردهم در ۸ تیرماه ۱۴۰۳ انجام شد. در تمام دوره‌هایی که به‌طور عادی پایان یافته یک فرد برای دو دور توانسته رأی مردم را جلب کند. در دوره نخست ریاست‌جمهوری، مجلس رأی اعتماد خود را از رئیس‌جمهور منتخب یعنی ابوالحسن بنی‌صدر پس گرفت و این دوره پیش از موعد پایان یافت. رؤسای جمهور دولت دوم، محمدعلی رجایی، در اثر بمب‌گذاری و دولت سیزدهم، سید ابراهیم رئیسی، بر اثر سقوط بالگرد کشته شدند و این دو دوره نیز پیش از موعد مقرر پایان پذیرفت.
| دوره                | تاریخ برگزاری    | جمعیت واجد شرایط | شمار شرکت‌کنندگان | درصد مشارکت | شمار کاندیداهای رسمی | رئیس‌جمهور انتخابی                     | تعداد رأی منتخب        | درصد رأی منتخب | درصد رأی به کل واجدین |
| ------------------- | ---------------- | ---------------- | ---------------- | ----------- | -------------------- | ------------------------------------- | ---------------------- | -------------- | --------------------- |
| اول                 | ۵ بهمن ۱۳۵۸      | ۲۰٬۹۹۳٬۶۴۳       | ۱۴٬۱۵۲٬۹۰۷       | ۶۷٫۴۱       | ۱۲۴                  | ابوالحسن بنی‌صدر                       | ۱۰٬۷۵۳٬۷۵۲             | ۷۷٬۹۹          | ۵۱٫۲۲                 |
| دوم                 | ۲ مرداد ۱۳۶۰     | ۲۲٬۶۸۷٬۰۱۷       | ۱۴٬۵۷۲٬۴۹۳       | ۶۴٫۲۳       | ۴                    | محمدعلی رجایی                         | ۱۲٬۷۷۰٬۰۵۰             | ۸۷٬۶۲          | ۵۶٫۲۹                 |
| سوم                 | ۱۰ مهر ۱۳۶۰      | ۲۲٬۶۸۷٬۰۱۷       | ۱۶٬۸۴۷٬۷۱۵       | ۷۴٫۲۶       | ۴                    | سید علی خامنه‌ای                       | ۱۵٬۹۰۵٬۹۸۷             | ۹۴٬۴۱          | ۷۰٫۱۱                 |
| چهارم               | ۲۵ مرداد ۱۳۶۴    | ۲۵٬۹۹۳٬۸۰۲       | ۱۴٬۲۳۸٬۵۸۷       | ۵۴٫۷۸       | ۳                    | سید علی خامنه‌ای                       | ۱۲٬۲۰۵٬۰۱۲             | ۸۵٬۷۱          | ۴۶٫۹۵                 |
| پنجم                | ۶ مرداد ۱۳۶۸     | ۳۰٬۱۳۹٬۵۹۸       | ۱۶٬۴۵۲٬۵۶۲       | ۵۴٫۵۹       | ۲                    | اکبر هاشمی رفسنجانی                   | ۱۵٬۵۵۰٬۵۳۸             | ۹۴٬۵۱          | ۵۱٫۶                  |
| ششم                 | ۲۱ خرداد ۱۳۷۲    | ۳۳٬۱۵۶٬۰۵۵       | ۱۶٬۷۹۶٬۷۵۵       | ۵۰٫۶۶       | ۴                    | اکبر هاشمی رفسنجانی                   | ۱۰٬۵۶۶٬۴۹۹             | ۶۲٫۹۱          | ۳۱٫۸۷                 |
| هفتم                | ۲ خرداد ۱۳۷۶     | ۳۶٬۴۶۶٬۴۸۷       | ۲۹٬۱۴۵٬۷۴۵       | ۷۹٫۹۲       | ۴                    | سید محمد خاتمی                        | ۲۰٬۱۳۸٬۷۸۴             | ۶۹٬۰۹          | ۵۷٫۹۷                 |
| هشتم                | ۱۸ خرداد ۱۳۸۰    | ۴۲٬۱۷۰٬۲۳۰       | ۲۸٬۱۵۵٬۹۶۹       | ۶۶٫۷۷       | ۱۰                   | سید محمد خاتمی                        | ۲۱٬۶۵۹٬۰۵۳             | ۷۷٬۱۲          | ۵۱٫۳۶                 |
| نهم (مرحله اول)     | ۲۷ خرداد ۱۳۸۴    | ۴۶٬۷۸۶٬۴۱۸       | ۲۹٬۴۰۰٬۸۵۷       | ۶۲٫۸۴٪      | ۷                    | محمود احمدی‌نژاد / اکبر هاشمی رفسنجانی | ۵٬۷۱۱٬۶۹۶ / ۶٬۲۱۱٬۹۳۷  | ۱۹٫۴۳ / ۲۱٫۱۳  | ۱۲٫۲۱ / ۱۳٫۲۸         |
| نهم (مرحله دوم)     | ۳ تیر ۱۳۸۴       | ۴۶٬۷۸۶٬۴۱۸       | ۲۷٬۹۵۹٬۲۵۳       | ۵۹٫۷۶٪      | ۲                    | محمود احمدی‌نژاد                       | ۱۷٬۲۸۴٬۷۸۲             | ۶۱٬۸۲          | ۳۶٫۹۴                 |
| دهم                 | ۲۲ خرداد ۱۳۸۸    | ۴۶٬۱۹۹٬۹۹۷       | ۳۹٬۳۷۱٬۲۱۴       | ۸۴٫۸۳       | ۴                    | محمود احمدی‌نژاد                       | ۲۴٬۵۲۷٬۵۱۶             | ۶۲٬۶۲          | ۵۳٫۰۹                 |
| یازدهم              | ۲۴ خرداد ۱۳۹۲    | ۵۰٬۴۸۳٬۱۹۲       | ۳۶٬۸۲۱٬۵۳۸       | ۷۲٫۹۴       | ۶                    | حسن روحانی                            | ۱۸٬۶۱۳٬۳۲۹             | ۵۰٬۷۱          | ۳۶٫۸۷                 |
| دوازدهم             | ۲۹ اردیبهشت ۱۳۹۶ | ۵۶٬۴۱۰٬۲۳۴       | ۴۱٬۳۶۶٬۰۸۵       | ۷۳٫۳۳       | ۴                    | حسن روحانی                            | ۲۳٬۶۳۶٬۶۵۲             | ۵۷٬۱۴          | ۴۱٫۹                  |
| سیزدهم              | ۲۸ خرداد ۱۴۰۰    | ۵۹٬۳۱۰٬۳۰۷       | ۲۸٬۹۳۳٬۰۰۴       | ۴۸٫۸۰       | ۴                    | سید ابراهیم رئیسی                     | ۱۸٬۰۲۱٬۹۴۵             | ۶۲٬۱۷          | ۳۰٫۳۹                 |
| چهاردهم (مرحله اول) | ۸ تیر ۱۴۰۳       | ۶۱٬۴۵۲٬۳۲۱       | ۲۴٬۵۳۵٬۱۸۵       | ۳۹٬۹۲       | ۴                    | مسعود پزشکیان / سعید جلیلی            | ۱۰٬۴۱۵٬۹۹۱ / ۹٬۴۷۳٬۲۹۸ | ۴۲٫۴۷ / ۳۸٫۶۳  | ۱۶٫۹۵ / ۱۵٫۴۲         |
| چهاردهم (مرحله دوم) | ۱۵ تیر ۱۴۰۳      | ۶۱٬۴۵۲٬۳۲۱       | ۳۰٬۵۳۰٬۱۵۷       | ۴۹٬۸        | ۲                    | مسعود پزشکیان                         | ۱۶٬۳۸۴٬۴۰۳             | ۵۳٫۶           | ۲۶٫۶۶                 |

## میزان مشارکت مردمی
بیشترین میزان مشارکت مردمی در دوره‌های انتخابات ریاست‌جمهوری، با ۸۴٫۸۳٪ مربوط به دورهٔ دهم (۱۳۸۸) و کمترین میزان، با ۳۹٫۹۲٪ مربوط به مرحله اول دوره چهاردهم (۱۴۰۳) است.